# Liste der Bodendenkmale in Selke-Aue
In der Liste der Bodendenkmale in Selke-Aue sind alle Bodendenkmale der Gemeinde Selke-Aue und ihrer Ortsteile aufgelistet. Grundlage ist die Veröffentlichung der Landesdenkmalliste mit Stand vom 25. Februar 2016.  Die Baudenkmale sind in der Liste der Kulturdenkmale in Selke-Aue aufgeführt.
| Denkmal-ID | Fundart             | Ortsteil     | Bezeichnung        | Zeitstellung | Lage                                       | Bemerkungen | Bild |
| ---------- | ------------------- | ------------ | ------------------ | ------------ | ------------------------------------------ | --- | ---- |
| 428300369  | Befestigung > Burg  | Hausneindorf | flache Spornburg   | Mittelalter  | in der Ortslage (Lage)                     | durch Gutsanlage des 19. Jh. überbaut |      |
| 428300370  | Befestigung > Burg  | Heteborn     | Burgwall „Domburg“ | Mittelalter  | 2,2 km südöstlich vom Ort, im Hakel (Lage) | im Zentrum Ruinen, Berg am Handelsweg zwischen Leipzig und Braunschweig -Lüneburg gelegen, tiefer Graben noch sichtbar, Mauerwandreste der Domburg noch erhalten |      |
| 428300371  | Grabmal > Grabhügel | Heteborn     | drei Hügelgräber   | undatiert    | 2,5 km südöstlich vom Ort (Lage)           | Gruppe von drei Hügeln im Hakel |      |